# الحزب الاشتراكي الدستوري
الحزب الاشتراكي الدستوري هو التسمية التي اتخذها الحزب الحر الدستوري التونسي الجديد خلال مؤتمره السابع المنعقد في مدينة بنزرت في شهر أكتوبر/تشرين الأول 1964، وقد تبنى خلاله الخيار الاشتراكي أو ما سمي بالاشتراكية الدستورية. وقد استمرت هذه التسمية إلى 27 فيفري 1988 عندما غير اسمه من جديد إلى التجمع الدستوري الديمقراطي.

## تاريخ
شهد الحزب الاشتراكي الدستوري خلال فترة وجوده بين 1964 و1988 هزات عدة، نتجت أولاها عن تخليه عن التجربة الاشتراكية في خريف 1969 دون أن يتخلى آنذاك عن تسميته. وفي مطلع السبعينات خرجت من صلبه قيادات ليبرالية أسست عام 1978 حزبا معارضا تحت تسمية حركة الديمقراطيين الاشتراكيين. ومع ذلك بقي الحزب الاشتراكي الدستوري مهيمنا على الحياة السياسية في تونس، ولم يسمح بأن يتواجد إلى جانبه أي حزب قانوني آخر، إلا في مطلع الثمانينات. ففي مؤتمره المنعقد في أفريل /نيسان 1981 أعلن رئيسه الحبيب بورقيبة أنه لا يرى مانعا من وجود أحزاب سياسية أخرى في البلاد. ووقع الاعتراف أولا بالحزب الشيوعي التونسي في 18 جويلية/تموز 1981 في نفس اليوم الذي ألقي فيه القبض على قيادات حركة الاتجاه الإسلامي. وفي نوفمبر/تشرين الثاني 1983 تم الاعتراف بحزبين آخرين هما: حركة الديمقراطيين الاشتراكيين وحزب الوحدة الشعبية. وقد جرت أول انتخابات في ظل التعددية في نوفمبر/تشرين الثاني 1981 لكن تم تزييفها حسب اعتراف المسؤولين، وبالتالي لم يسمح للمعارضة بدخول البرلمان. وفي عام 1986 تبنت الحكومة التونسية التي يهيمن عليها الحزب الاشتراكي الدستوري، برنامجا ليبراليا تحت عنوان برنامج الإصلاح الهيكلي بما جعل تسمية الحزب الحاكم بالاشتراكي غير ذات معنى. وقد أمكن رسميا تجسيد التباعد عن الاشتراكية بعد إزاحة الحبيب بورقيبة عن الرئاسة في 7 نوفمبر 1987 وتولي زين العابدين بن علي مكانه، وبالفعل ففي 27 فيفري 1988، وإثر قرار للجنته المركزية، غير الحزب الاشتراكي الدستوري اسمه إلى التجمع الدستوري الديمقراطي.

### آخر ديوان سياسي للحزب
شكل آخر ديوان سياسي للحزب قبل تغيير اسمه في 8 ديسمبر 1987 وقد ضم كل من:
- الهادي البكوش: أمين عام للحزب
- حامد القروي: مدير الحزب
- صلاح الدين بالي: أمين مال الحزب
- الحبيب عمار، محمود المستيري، الصادق بن جمعة، عبد الرزاق الكافي، عبد الله القلال، محمد كربول، عبد الرحيم الزواري، عبد الملك العريف، عمر البجاوي كأعضاء.

## قيادة الحزب وهيكلته

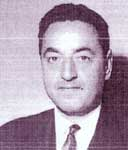
عبد الله فرحات

ترأس الحزب الرئيس الحبيب بورقيبة من أكتوبر 1964، تاريخ تغيير اسم الحزب، إلى نوفمبر 1987 تاريخ إزاحته عن الحكم (وقد كان يشغل منصب رئيس الحزب الحر الدستوري الجديد منذ 18 أكتوبر 1948). تداول على منصب الأمين العام كل من الباهي الأدغم، الهادي نويرة، عبد الله فرحات ، رشيد صفر (مرتين)، محمد مزالي، زين العابدين بن علي وأخيرا الهادي البكوش، وقد أسند لهم المنصب بعد تكليفهم بالوزارة الأولى (باسثناء عبد الله فرحات ورشيد صفر (للمرة الأولى) الذين كانا يشغلان وقتها منصب وزير الدفاع).
إضافة إلى اسمه شهدت هيكلة الحزب عدة تغييرات بإحداث لجنة مركزية عوضا عن المجلس الملي ولجان تنسيق عوضا عن المندوبيات كما تم إنشاء شعب مهنية إضافة إلى الشعب الترابية. وقد أصبح الوزراء والولاة ينضمون بصفة آليا للجنة المركزية التي يختار منها الرئيس أعضاء الديوان السياسي. أما على المستوى القاعدي فقد أصبح المنتمون إلى الحزب ينقسمون إلى مناضلين ومنخرطين.

### مديرو الحزب

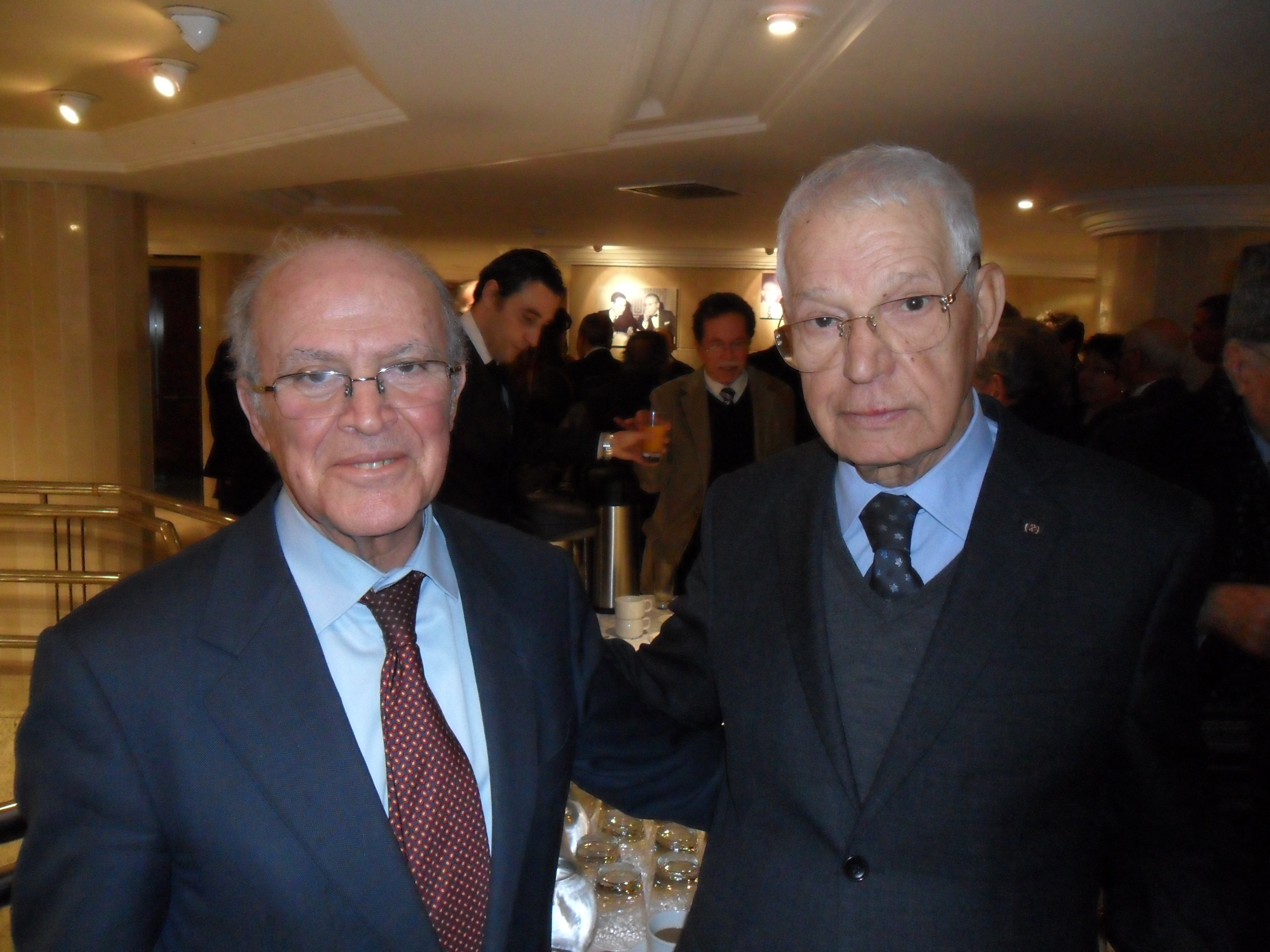
محمد الصياح مع الهادي البكوش عام 2013

شغل منصب مدير الحزب، الذي كان صاحبه يتمتع برتبة وزير معتمد لدى الوزير الأول (بين 1973 و1988)، كل من:
- محمد الصياح (أكتوبر 1964 - نوفمبر 1969)
- حسيب بن عمار (نوفمبر 1969 - نوفمبر 1970)
- محمد بن عمارة (نوفمبر 1970 - جوان 1971)
- الصادق المقدم (جوان - أكتوبر 1971)
- مصطفى الفيلالي (أكتوبر 1971 - أكتوبر 1972)
- الفرجاني بلحاج عمّار (أكتوبر 1972 - جوان 1973)
- محمد الصياح (جوان 1973 - أفريل 1980)
- منجي الكعلي (أفريل 1980 - مارس 1984)
- الهادي البكوش (مارس 1984 - أفريل 1987)
- عبد العزيز بن ضياء (14 أفريل - 29 سبتمبر 1987)
- عبد الملك العريف (29 سبتمبر - 1 أكتوبر 1987) [3]
- محجوب بن علي (1-17 أكتوبر 1987) [4]
- حامد القروي (17 أكتوبر 1987 - 27 فيفري 1988).

## مؤتمرات الحزب
- مؤتمر «المصير» بنزرت: 19-22 أكتوبر 1964.
- مؤتمر المنستير: 11-12-13 أكتوبر 1971.
- مؤتمر «الوضوح»: المنستير: 12-15 سبتمبر 1974.
- مؤتمر «وفاء وتقدم»: تونس 5-8 سبتمبر 1979.
- المؤتمر الخارق للعادة: تونس 8-9-10 أفريل 1981.
- «مؤتمر الصمود»: تونس 19-21 جوان 1986.